# آلیسیا لوکاس
آلیسیا لوکاس (انگلیسی: Alicia Lucas؛ زادهٔ ۲۸ مارس ۱۹۹۲) بازیکن راگبی ۷ نفره اهل استرالیا است.
وی در مسابقات کشوری و بین‌المللی در مجموع برندهٔ ۱ مدال طلا، ۱ مدال نقره شده‌است.